# 인구집단건강
인구집단건강(人口集團健康, Population health)은 개인들의 모임인 인구집단의 건강과 인구집단 내에서의 건강의 분포를 의미한다.

## 같이 보기
- 건강 형평성
- 건강영향평가
- 건강의 사회적 결정요인
- 지역사회의학
- 사회역학
- 경제적 불평등
- 소득 불평등에 따른 나라 목록